# Lejla (opera)
Lejla nebo Lejla čili Obležení Granady (v první verzi psáno též Leila) je velká romantická opera českého skladatele Karla Bendla. Libreto k ní napsala česká spisovatelka Eliška Krásnohorská na námět novely Edwarda Bulwera-Lyttona Leila, or, The Siege of Granada. Byla napsána v letech 1866–67 a poprvé byla uvedena 4. ledna 1868 v pražském Prozatímním divadle. Je to první z deseti Bendlových oper a měla z nich ve své době nejživější divácký ohlas. Jako první původní české dílo plně odpovídající dobově dominujícímu žánru velké opery je významným krokem ve vývoji české opery.

## Vznik, charakteristika a kritický ohlas díla
Český skladatel Karel Bendl se roku 1865 vrátil z pobytu v Bruselu, Amsterdamu a Paříži, kde se seznámil s tamějším operním provozem a repertoárem, z nějž jej zejména zaujal žánr velké opery. Zpět v Praze převzal po Bedřich Smetanovi místo sbormistra mužského pěveckého spolku Hlahol a v pražských hudebních kruzích se stal známým svými písněmi a sbory. Současně jej však zejména úspěch opery Karla Šebora s operou Templáři na Moravě, mající řadu prvků velké opery, inspiroval k vlastnímu pokusu v tomto oboru. Jeho zvolená libretistka, mladá básnířka Eliška Krásnohorská, popsala první myšlenku na Lejlu takto:
| „ | Přání pokusiti se o skladbu operní vzniklo u Bendla v době, kdy Karel Šebor, vystoupiv první svou operou Templáři na Moravě, jež s nadšením byla přijata, vzbouzel mnohými krásami nejskvělejší naděje v budoucnost slibného svého talentu. ‚Vidíte jej? To je on – šťastný chlapík! Nemohla byste mi napsati nějaký hodně efektní text k opeře, panno vznešená? Když on, troufal bych si také‛, domlouval mi Bendl, ukazuje mi trochu šikmo přes ulici na úzký, dvoupatrový dům, za jehož oknem bylo viděti mladého černovlasého muže, sedícího u stolu a píšícího – Karla Šebora… | “ |

### Námět a libreto
Eliška Krásnohorská z tohoto podnětu vypracovala text pro první „plnokrevnou českou velkou operu“ (Jan Smaczny). Bylo to její první operní libreto a současně jedno z nejambicióznějších. Soudobou divadelní kritikou bylo uvítáno velmi příznivě, zejména s ohledem na mládí a nezkušenost autorky a na obtížné a v české libretní literatuře zcela nové pole. Bylo sepsáno „s překvapivou znalostí jeviště“, spisovatelka „nalezla všude překvapivě přiléhavý výraz“ a její „zacházení s jazykem prozrazuje jemně utvářený smysl pro zvukovou krásu“. Oproti tomu pozdější kritika (vycházející z estetiky wagnerovského hudebního dramatu potírající dramatické postupy velké opery) je označovala za „v básnickém výrazu, ve smyslu pro dramatičnost a vůbec ve zdravém smyslu pro logiku a spád … ještě velmi neumělé“ anebo „mnohořečné, staromódní, patetické“ a vyčítala mu „papírové vášně neživotných postav“, „překotné střídání scén“ a „vratkou stavebnost“, na konkrétní stavební problémy však z jiných výchozích pozic upozorňuje i současný muzikolog Milan Pospíšil. Krásnohorské však nelze upřít, že do libreta s úspěchem zapracovala všechny významné prvky historické velké opery: pětiaktové schéma, střídání masových a intimních scén, střídání různých prostředí (španělské, maurské, židovské; vojenské, klášterní), zdvojené sbory, rozsáhlý balet, exotické dekorativní detaily (muezzin, otrokyně), spojování hudebních čísel jako árií, ansámblů a sborů v dramatické celky (tableaux), několik dobře rozmístěných zlomových momentů (coups de théâtre).

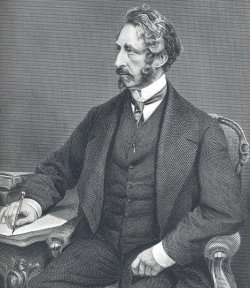
Edward Bulwer-Lytton, autor románové předlohy k Lejle.

Přestože je dějová kostra opery čerpána z existujícího literárního díla, totiž novely v své době hojně čteného Edwarda Bulwera-Lyttona (na jeho námět napsal například Richard Wagner svou první úspěšnou operu Rienzi, poslední z tribunů), řada motivů je totožná s úspěšnými francouzskými „velkými operami“. Náboženský konflikt s odlišnou hudební charakterizací obou proudů, který drtí vlastní hrdiny opery, se nachází i v nejhranější velké opeře, Meyerbeerových Hugenotech. Stejně jako v Meyerbeerových operách jsou postavy, jež mají formální autoritu (králové Ferdinand a Boabdil, vojevůdce Muza), ve skutečnosti stejně jako ostatní ve vleku historických událostí, které nemohou ovlivnit. Ústřední postavy Lejly, totiž titulní hrdinka a její otec Almamen, připomínají postavy Eleazara a Rachel z jiné velmi populární velké opery, Halévyho Židovky. Almamen je stejně jako Eleazar rozporuplná postava, jež si i přes své neospravedlnitelné jednání získává sympatie diváka jako oběť všeobecného, hluboce zakořeněného a neodstranitelného útisku. Lejla je stejně jako Rachel pasivní hrdinka, jež se proviní jen láskou překračující hranice náboženských předsudků, což vede k její zkáze. Zajímavou postavou je velký inkvizitor Torquemada, ve kterém Bendl předjímá slavné ztvárnění podobné postavy ve Verdiho Donu Carlosovi. Přímý ohlas této postavy představuje role velekněze ve Dvořákově „velké opeře“ Vandě, jež ostatně i v jiných ohledech na Lejlu navazuje.
I toto historicko-exotické téma však v politicky napjaté době kolem prusko-rakouské války a rakousko-uherského vyrovnání nabývalo jinotajného významu. Zejména v postavě krále Ferdinanda, který Almamenovi za jeho pomoc ve válce slibuje podporu jeho lidu, aby pak po svém vítězství jen zvýšil jeho útlak, se odráželo rozčarování české společnosti nad rakouskou vládní politikou. Méně alegoricky a o to jasněji však libreto pranýřovalo antisemitismus „trůnu a oltáře“ se všemi předsudky: pro krále Ferdinanda a inkvizitora Torquemadu nemají jejich sliby a přísahy vůči židům žádnou závaznost, domnívají se, že židé mají ukryté majetky, které může panovník beztrestně ukořistit, živelní pohroma je hned považována za dílo židů a ztrestána pogromem atd. I dobová kritika konstatovala, že „zcela zvlášť šťastnou ruku měla spisovatelka ve vykreslení židovství zmítajícího se v bezmoci, utiskovaného Maury možno-li ještě více než křesťany.“
Přesto se proti volbě námětu se kritika ohrazovala. Jan Ludevít Procházka v Národních listech psal: „Jakkoli látka, vzatá z dob posledních bojů maurské slávy a moci proti vojům křesťanským a inkvisici, jest na nejvýše dramatická a od vysoce nadané, mladistvé spisovatelky sl. Elišky Krásnhorské […] velmi obratně a vskutku operisticky spracována, neradi přec jen vidíme naše skladatele obírat se látkami nám tak dalekými a kosmopolitickými. Hleďme se vždy úsilovněji domáhati vlastního, původního směru národního, jímž bychom předčili sousedy naše, obírejme se k tomu cíli především látkami ze života slovanského, tak bohatého a ještě nevyčerpaného, Hleďme pro veliké a světovýznamné jeho zjevy naleznouti zvláštní, srdce i ducha jímající mluvu a snahy naše nabudou ještě významnějšího, důstojnějšího cíle.“

### Hudba
Hudební zpracování rozmáchlého námětu ukázalo meze Bendlova talentu. Meyerbeer a Halévy byli sice i pro něj vzory při tvorbě této opery v celkovém pojetí, v jednotlivých částech (předehra) i v detailech (například balada Zorajdy v 4. dějství je velmi příbuzná sboru Jeunes beautés ze 2. dějství Hugenotů), ale jeho osobní styl spíše následoval Mendelssohna a Gounoda. Jeho operní prvotině chybí dramatičnost, namísto rozsáhlých celků typických pro velkou operu se rozpadá na jednotlivá uzavřená čísla. Celkově se mu vedlo spíše na kratších a intimnějších místech, kde mohl dát průchod svému lyrismu – například v idylicky snivém Boabdilově zpěvu V líbezném klidu –, než v rozlehlých ansámblech a koncertantních výjevech. Těžiště Bendlovy inspirace bylo v melodii, a i tam spíše krátké než rozvíjené, proto jsou též jeho árie spíše písňové povahy. Harmonická struktura je velmi jednoduchá a téměř výhradně homofonní, rovněž rytmické vedení není příliš výrazné. Individuálnější charakteristika postav chybí, propracován je z tohoto pohledu nejvíce Almamen. Také ne všechny příležitost pro uplatnění lokálního koloritu využil: orientální melodie se nacházejí například v melismatickém zpěvu muezzina, v baladě Zorajdy nebo v mečovém tanci, ale nedařilo se mu individuálně charakterizovat španělské a maurské vojsko.
Důraz na melodii a prostota a přehlednost hudební faktury však znamenaly rovněž poslechovou přístupnost hudby a přispěly k prvotnímu nadšenému přijetí obecenstvem. Také soudobé kritické přijetí hudby bylo příznivější, zejména mu nebyla upírána „živá, duchaplná deklamace, živá mysl pro divadelní efekt a charakteristický výraz“. Skladateli (potažmo i libretistce) však byla vytýkána zdlouhavost a rozvláčnost a doporučováno krácení; rovněž byly zřejmé Bendlovy problémy s udržením velkého formátu a jeho soustředění na detail spíše než na celek. Instrumentace byla považována za zdařilou, jen možná příliš hlučnou. Harmonickou a rytmickou jednotvárnost naznačuje postesk „Veškerá skoro hlavní čísla jsou na stejném základě a stejném poměru stavěna a s rozvláčnou obšírností vypracována.“ Uznáván byl skladatelův „neobyčejný fond melodický“, ale jeho chvála ukazuje na přednosti i meze Bendlovy v zásadě nedramatické a konvenční melodiky: „Melodie Bendlova jest vždy lahodná, usmívavá, vždy ušlechtilá a plná výrazu, poněkud však ještě málo rozvinuta. Nemenší předností dále jest jemná jeho mysl pro formální krásu; myšlenka jeho postupuje vždy v příjemných liniích; nezabíhá nikdy do excentrického udržuje se takto vždy v milé rovnováze estetické.“ Z jednotlivých čísel na posluchače zvláště působily například milostný duet Lejly a Muzy v prvním dějství, lyrické zpěvy Boabdila a Zorajdy, zpěv Muzův v posledním jednání a dojemný konec opery, z charakterů nejvíce zaujal Almamen, jehož v prvním nastudování skvěle ztvárnil vynikající basista Josef Paleček.
I s odstupem téměř čtvrt století, ještě při novém nastudování roku 1891, kritika vyzdvihovala „vřelost citovou, svěžest melodiky, nádherný kolorit orchestrální i vrozenou skladateli dramatickou živost“.

## Inscenační historie

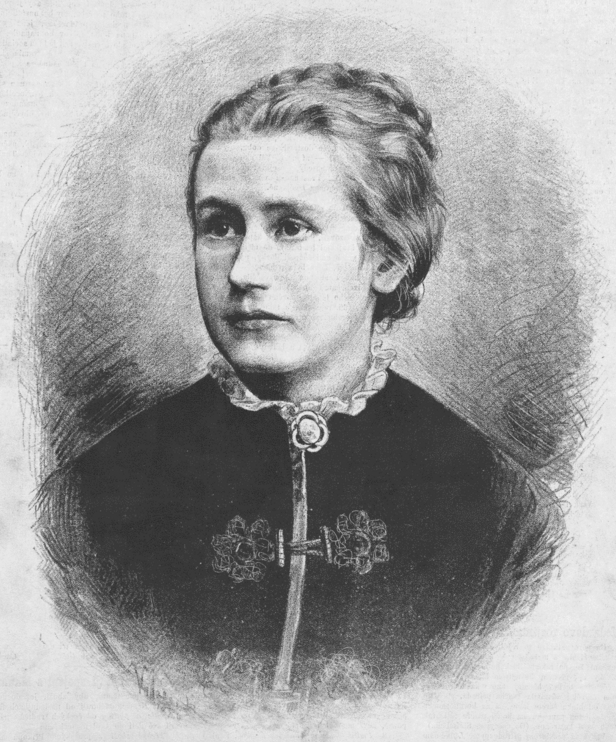
Eliška Krásnohorská, libretistka Lejly. Portrét Jana Vilímka.

Premiéra Lejly, ve své době inscenačně nejnáročnější původní české novinky, byla připravena s velkou péčí. Nevelký mužský sbor Prozatímního divadla byl pro tuto příležitost rozšířen o 16 posil, nutných k představení dvou soupeřících vojsk. Operu nastudoval a její premiéru řídil první kapelník divadla Bedřich Smetana, přestože Karel Bendl měl rovněž dirigentské zkušenosti a navíc již v té době působil také jako kapelník Prozatímního divadla. Bendl dirigoval některé pozdější reprízy a nastudování své opery. Opera měla „sensační úspěch“, hudební historik Josef Bartoš její první uvedení označuje za jeden z nejpozoruhodnějších úspěchů české opery v Prozatímním divadle. Stala se brzy rovněž reprezentativním dílem mladé české scény a její druhé jednání bylo hráno 21. června 1866 na představení, jemuž byl při své návštěvě Prahy přítomen císař František Josef I.
První inscenace v Prozatímním divadle se dočkala bezprostředně deseti repríz; další dvě představení následovala v roce 1871 a tři v roce 1874. Představení v roce 1874 již používala novou, značně revidovanou verzi, rozšířenou z původních čtyř dějství na pět. Poměrně řídké uvádění v poměru k diváckému ohlasu vyčítali prvnímu kapelníkovi Bedřichu Smetanovi jeho odpůrci, důvodem však byly většinou problémy s obsazením náročných hlavních rolí v důsledku fluktuace sólistů.
Novou inscenaci vypravilo až Národní divadlo roku 1891. Hrála se celkem čtrnáctkrát do roku 1894. Vedle toho byla Lejla uvedena roku 1900 v Národním divadle v Brně. Bylo plánováno i její uvedení na známém zájezdu Národního divadla na divadelní festival do Vídně roku 1892, ale po neúspěchu Dvořákova Dimitrije vedení divadla z programu obě další vážné opery (vedle Lejly také Šeborovu Nevěstu husitskou) vyřadilo ve prospěch nadšeně přijaté Prodané nevěsty.
Překážkou dalšího provádění Lejly je vedle její inscenační náročnosti i později ustálené kritické hodnocení jak osobnosti Karla Bendla, považovaného na základě vlivných náhledů Otakara Hostinského a Zdeňka Nejedlého za epigona a podružného autora, tak i celého velkooperního žánru, který Lejla v českém prostředí nejlépe reprezentuje. Tento názor na Lejlu shrnuje i populární příručka Anny Hostomské: „Pro vývoj české opery má dnes už jen dokumentační význam, jako důkaz toho, že dílo, byť ve své době velmi úspěšné, ale závislé na cizích vzorech a vlivech a nevycházející z domácí tradice a zdrojů, nemůže zůstat trvalou součástí národní kultury.“
Dobový význam Lejly dokládá skutečnost, že její klavírní výtah vydala Hudební matice jako teprve druhou partituru české opery po Prodané nevěstě. První díl, zahrnující první dvě dějství, byl vydán roku 1874, druhý díl se zbývajícími třemi dějstvími až roku 1880. Toto vydání bylo jedním z důvodů, proč skladatel podrobil operu roku 1874 důkladné revizi. Libreto bylo vydáno roku 1868 a opět (v revidované verzi) roku 1875 a 1892. Pro účely přípravy tisku klavírního výtahu rovněž Josef Srb-Debrnov pořídil německý překlad. Některá čísla opery také vyšla v různých úpravách pro domácí provozování.

## Osoby a první obsazení
| osoba | hlasový obor | premiéra (4. 1. 1868) |
| --- | ------------ | --------------------- |
| Ferdinand, král španělský                                                                                             | baryton      | Vojtěch Šebesta       |
| Juan, jeho syn | tenor        | Jan Ludevít Lukes     |
| Tomáš z Torquemady, velký inkvizitor                                                                                  | bas          | Karel Čech            |
| Boabdil el Chico, král Maurů v Granadě                                                                                | baryton      | Josef Lev             |
| Muza Ben Abil Gazan, jeho přítel a vojevůdce                                                                          | tenor        | Arnošt Grund          |
| Almamen, důvěrník Boabdilův                                                                                           | bas          | Josef Paleček         |
| Lejla, jeho dcera | soprán       | Emilie Rastelliová    |
| Zorajda, otrokyně a milenka Boabdilova                                                                                | soprán       | Ema Maislerová        |
| Abatyše | alt          | Barbora Hanušová      |
| Vyvolavač z minaretu                                                                                                  | tenor        | Petr Doubravský       |
| Biřic | bas          | Josef Čapek           |
| Vůdce španělský | tenor        | Antonín Balcar        |
| Lid maurský, vojínové a rytíři maurští i španělští, mniši, jeptišky, otrokyně Boabdilovy, biřici, stráž etiopská atd. |              |                       |
| Dirigent: Bedřich Smetana, režie: František Karel Kolár                                                               |              |                       |

## Děj opery
(Revidovaná verze z roku 1874.)
Děje se v Granadě a okolí roku 1491.
(Předehra – Drsný, dramatický začátek, po němž roste Adagio do velké zpěvnosti, dovolávajíc se zvláště vzrušených partií Almamenových. V hloubi basů doznívá tíha dramatu a je vystřídána lyrickou melodií Lejlinou v usmiřující závěr.)

### 1. dějství
(Zahrada před domem Lejliným) Zadními vrátky do zahrádky Lejlina domu vchází Almamen, její otec, a setkává se s dcerou. Almamen musí držet v skrytu nejen svou dceru, ale i svou víru: je totiž žid, vydává se však za muslimského kouzelníka a hvězdopravce u dvora maurského vládce Boabdila, u nějž se těší plné důvěře. Chtěl by svůj židovský národ osvobodit od muslimského útlaku a Španělé, kteří proti Maurům bojují, slibují židům lepší zacházení. Almamen proto falešnými věštbami ponouká krále k nečinnosti. K vítězství křesťanů je ale třeba, aby byl odstraněn schopný a uznávaný vojevůdce Muza. Lejla však otce prosí, aby ušetřil Muzův život – je totiž do něho zamilována. Almamen je rozezlen: takto jeho dcera zrazuje víru otců? Nehodlá ji vyslechnout, naopak ji chce odvést ke Španělům a nechat jim ji na záruku, že splní, co jim slíbil (scéna Pusto vůkol! V bezpečí a skrytě se zpěvem Almamena Proč? – Jen bych tě zachránil, mé dítě, zpěvem Lejly Ó znič mne, nevyslyšíš-li mne a duetem Lejly a Almamena Já pěstoval jsem v tobě víru).
Přichází sem Muza; jeho píseň volá Lejlu (Již kyne chvíle blažená… Když uzřím tě, tu oko mé). Po dlouhém váhání se Lejla neudrží a vychází mu vstříc (zpěv Jak odolat, kdy slovo tvé). Spočinou si v náručí, ale Lejla mu nadále nechce prozradit jméno svého otce a hovoří o loučení (duet Blahem se chvěje rosy květná skrýš). Jejich idylu přeruší maurští vojínové věrní Muzovi. Varují vojevůdce před Almamenem, který je na cestě s biřici, aby ho zatkl. Ale Muza nechce utéci. Skutečně vzápětí přichází Almamen a zatýká ho. Muza se zaklíná věrností králi, je však ochoten podvolit se (zpěv Ve jménu krále mne do žaláře). Mezi biřici a Muzovými vojíny málem dojde k potyčce, přeruší ji však muezzinovo vyzvání k modlitbě (modlitba Klekejte před bohem, Allah vás volá!). Poté se Muza nechává odvést do vězení; Lejla vzlyká žalem. Almamen s potěšením sleduje Muzův pád a doufá, že je znamením lepšího osudu pro židovský národ (árie Jdi pohane! Jdi svému pádu vstříc… Ó soudce králů, Bože lidu mého).

### 2. dějství

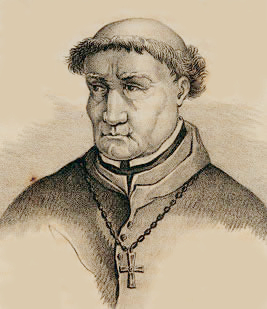
Historický velký inkvizitor Tomás de Torquemada

(Královský stan ve španělském táboře) Král Ferdinand se svým synem Juanem a dalšími španělskými rytíři bujaře popíjejí (sbor se sóly Poháry vysoko zvedneme). Jak král prozrazuje, mají na nejvyšších místech granadského království spojence, který rozkmotří krále Boabdila a Muzu a usnadní tak španělské vítězství. Velký inkvizitor Torquemada ohlašuje příchod Almamena a jeho dcery, jež se má stát zástavou. Juan již zná Ferdinandovy zrádné úmysly vůči nim a dovolává se jeho svědomí, ale král odvětí, že jeho činy bude soudit svatá církev.
Almamen se loučí s Lejlou; dává jí své požehnání, ale současně jí hrozí Božím prokletím, zřekne-li se své víry (dialog Zde jest náš cíl!... Buď požehnána). Ferdinandovi pak může oznámit, že Muza je v žaláři a že je nejlepší příležitost na oslabenou Granadu zaútočit. Za odměnu však nechce zlato, nýbrž smlouvu o královské ochraně pro židy (zpěv Almamena Pryč s vilným zlatem). Ferdinand se zdráhá smlouvu podepsat, ale na Torquemadovu radu, že smlouvu s nevěrcem může církev kdykoli zrušit, nakonec svoluje. Účastníci schůzky se rozcházejí s různými myšlenkami, všichni však s přesvědčením, že plní Boží záměr (kvintet Bůh náš v zalíbení má).

### 3. dějství
(V Granadě, v síni paláce Alhambra) Král Boabdil spočívá na pohovce a čte si. Almamen mu přináší zprávu o uvěznění zrádného Muzy, čímž krále potěší, ale Boabdilovu žádostivost k boji pro vlast mírní: hvězdy dosud nejsou příznivy. Boabdil o samotě přemýšlí nad svou rozpolceností; nejraději by se „v líbezném klidu, v míru spanilém“ věnoval lásce, ale osud a národ jej volají do boje (árie Ó ještě čekat! … Ty listy moudrosti). Dá si k obveselení předvolat svou milostnici Zorajdu s dalšími dívkami (píseň Zorajdy a sboru Slavík zpívá mezi květy). Král žádá Zorajdu, aby mu zazpívala píseň k uklidnění srdce, ale její zpěv (romance Vadla růže v slunce svitu) jej vyzývá k činu. Zorajda jej pak přímo žádá, aby nedbal nepříznivých věšteb a postavil se v čelo maurských vojsk (duet Ó zanech kouzel neblahých). Boabdil sbírá odvahu, tu se blíží maurští rytíři a vedou s sebou lidem osvobozeného Muzu (sbor Králi náš! Tvou milosť). Boabdil je rozzloben, že se odvážili propustit zrádce, ale Muzovi se podaří ho přesvědčit o své oddanosti (duet Ha, vzdorní otroci!... Ó milený, ať do smrti). Poslední pochyby rozptýlí svědectví Zorajdy, která dosvědčuje, že viděla Almamena prchat do španělského tábora (balada S pavlánu hledím s dívkami). Boabdil se rozhoduje k boji, což všichni vítají (sbor Radostné blesky ať na nebi planou!... Ó jaká rozkoš, jaká slasť).

### 4. dějství
(Španělský tábor před Granadou) Lejla osamělá ve španělském táboře marně přemítá, která z věr je Bohu nejdražší, a vzpomíná na Muzu (árie Ten pestrý život, ten ruch bojovný… Muzo, reku spanilý). Vyhledává ji Juan a vyznává jí lásku, již Lejla odmítá (dialog a Juanova árie Znáš lásky sílu?... Ne, to nemůž býti! Slunce zas vysvítí ). Torquemada rázně zasáhne, kárá Juana, protože láska křesťanského knížete k židovce je velkým hříchem, a Lejlu s jejím souhlasem dává odvést do kláštera. Spolu s mnichy se pak modlí za zdar španělských zbraní (modlitba Nyní, bratři, modleme se… Dej, pane, sílu našim bojovníkům). Ten se skutečně dostaví a bojovníci se vracejí s trofejemi (sbor Nad Granadou kříž se skví).

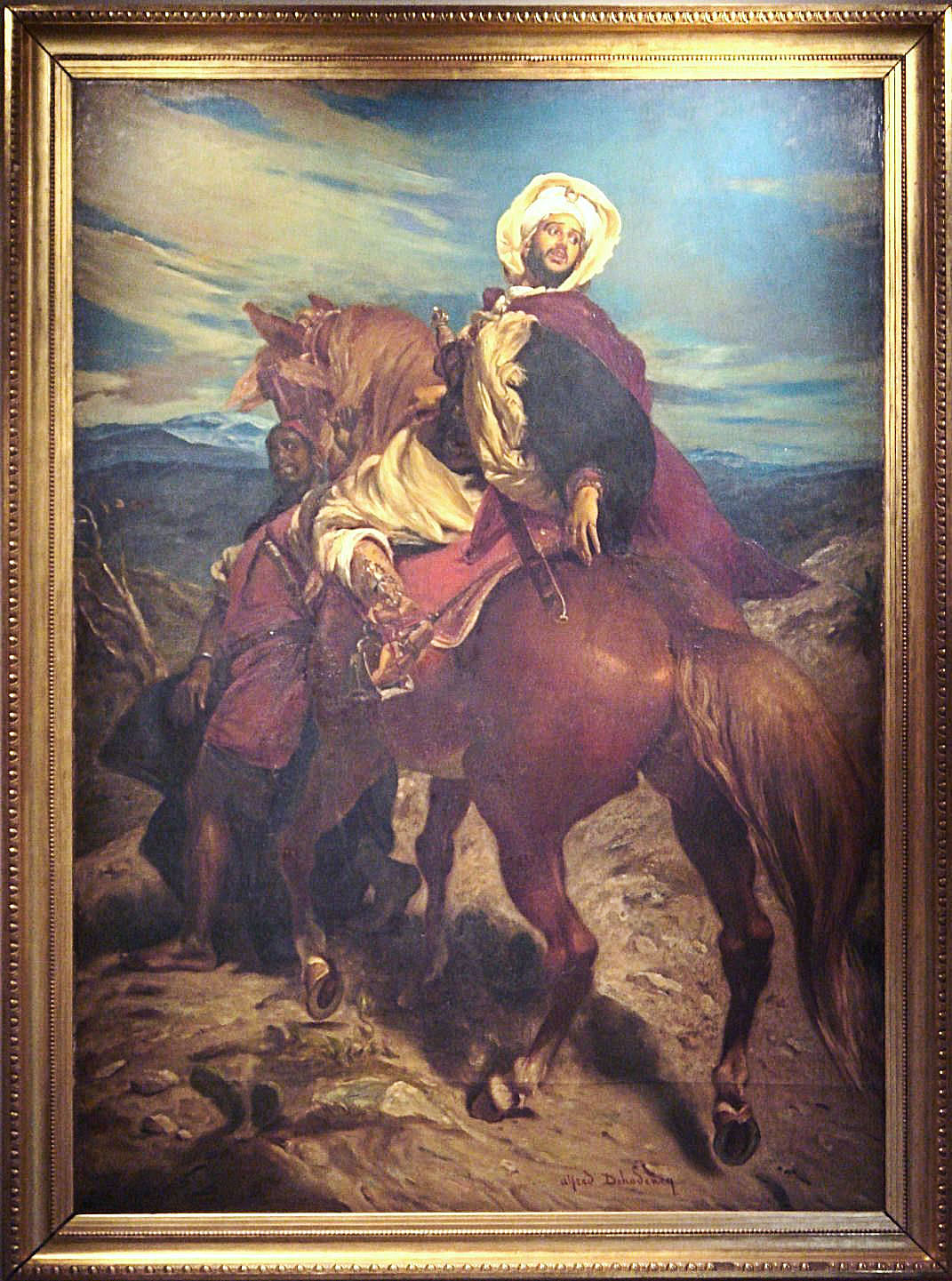
Rozloučení krále Boabdila s Granadou. Obraz Alfreda Dehodencqa

Vojáci přivádějí též spoutaného Almamena, považovaného za zrádce, neboť Muza byl proti jeho ujišťování v čele maurských vojsk a nikoli v žaláři. Ferdinand hodlá Almamena soudit, nejprve však musí prozradit, kde židé v Granadě ukrývají své majetky; a také vydat smlouvu, která sice nemá žádnou platnost, ale její zveřejnění před světem by uškodilo králově pověsti. Oznamují dále židovskému zajatci, že jeho dcera již je v klášteře (scéna Slyš, králi náš, radostnou zvěsť…. Slyš a vydej smlouvu zpět). Chystají se jej na místě mučit, aby se dozvěděli o židovských pokladech, ale Almamenovi se podaří roztrhnout pouta a utéci. Ve španělském táboře se šíří požár, který je ihned považován za židovskou nástrahu, a král i velký inkvizitor slibují plamennou pomstu španělskému židovstvu (scéna Satan byl mezi námi… Bůh kyne rukou ohnivou).

### 5. dějství
(Klášterní zahrada) Lejla se v přítomnosti abatyše a velkého inkvizitora zříká svého otce i „tajných srdce hnutí“ a připravuje se ke křtu a řeholnímu slibu. Na cestě ji zachytí Juan v mnišském hábitu. Lejla jej znovu odmítá, ale Juan poznává, že Muzovi by odpověděla jinak; tuto myšlenku naznačí i právě přicházejícímu maurskému vojevůdci. Muza proto zpívá Lejlinu píseň (Kdo láskou srdce konejší, ó Lejlo má). Avšak zatímco se k Muzovi přidruží Boabdil a Zorajda a nakonec se objeví i zoufalý Almamen, zaléhá sem zpěv jeptišek z chrámu (sbor Dominus fortitudo plebis suae) a konečně i Lejlin řeholní slib.
Abatyše a Torquemada vyvádějí Lejlu; Almamen jí strhne závoj a vyděšená Lejla hledí na otce a Muzu. Almamen chce Lejlu unést, ale Španělé mu v tom zabrání a Boabdil s Muzou se na něj vrhají jako na zrádce; Lejla a Zorajda zápas přeruší (oktet Ó běda tobě, srdce rozervané!). Almamen se ptá dcery, zda je skutečně z vlastní vůle křesťankou, a když Lejla přisvědčuje, prokleje ji a probodne mečem (dialog Dcero! naposled mluv pravdu nezměnnou a zpěv Almamena Buď kleta nastokrát!). Všichni odcházejí, jen Torquemada upozorňuje Boabdila, jenž už rezignovaně míří do exilu se Zorajdou, aby si nenechal zrádce uniknout. Boabdil dává pokyn a jeho bojovníci Almamena ubijí (finále Hrůza! Pekelný to čin… A kde tvůj cíl, můj anděli?... Ha, zrádce, neuprchneš nám).

## Nahrávky
Celá opera dosud nebyla nahrána. Několik úryvků nahrál roku 1953 Československý rozhlas v Praze, Pražský rozhlasový orchestr řídil František Dyk, zpívaji (Muza) Beno Blachut, (Lejla) Drahomíra Tikalová, (Zorajda) Milada Šubrtová, (Boabdil) Bořek Rujan a (Almamen) Eduard Haken; tuto nahrávku vydal Radioservis, a.s., roku 2015 na CD „Česká romantická opera“ (CR0782-2).
Árii Boabdila z 3. jednání „Ó, ještě čekat“ zpívá Ivan Kusnjer na CD „Rarity české opery“ (2011) (Supraphon, SU 4074-2 611).